# 다른 시간 다른 장소 (1958년 영화)
《다른 시간 다른 장소》(Another Time, Another Place)는 미국에서 제작된 루이스 앨런 감독의 1958년 드라마 영화이다. 이 영화는 Lenore Coffee의 1955년 소설 Weep No More에 기반을 둔다. 라나 터너 등이 주연으로 출연하였다.

## 출연

### 주연
- 라나 터너
- 베리 설리반
- 숀 코네리

### 조연
- 터렌스 롱던
- 마틴 스티븐스
- 도리스 헤리
- 존 르 메주리어
- 캐머론 홀
- 제인 웰쉬
- 로빈 베일리
- 빌 프레이저
- 시드 제임스
- 글리니스 존스